# Авиакомпания
Авиакомпания, или авиационная компания (также авиапредприятие транспортное или авиатранспортное предприятие), — организация, производящая пассажирские и грузовые воздушные перевозки, авиационные работы.
Как правило, авиакомпании действуют на основании лицензий, выданных государственными органами. По размеру могут быть как небольшими фирмами, осуществляющими местные перевозки, так и крупными международными компаниями. Авиакомпании могут быть отнесены к категориям межконтинентальных, внутренних, региональных или международных и могут использовать как регулярные перевозки так и чартерные.

## История

### Первые авиакомпании мира
DELAG, (нем. Deutsche Luftschiffahrts-Aktiengesellschaft — «Германское акционерное общество дирижаблей») — первая авиакомпания в мире — была образована 16 ноября 1909 при поддержке правительства. Она использовала дирижабли фирмы Zeppelin. Штаб-квартира фирмы находилась в Франкфурте-на-Майне.
Первой авиакомпанией, использующей самолёты, стала St. Petersburg - Tampa Airboat Line, открывшая 1 января 1914 года маршрут во Флориде из Сент-Питерсберга в Тампу. Она просуществовала всего четыре месяца и перевезла 1205 пассажиров. Для полётов использовались летающие лодки Benoist XIV. Четырьмя самыми старыми авиакомпаниями, существующими в настоящее время, являются нидерландская KLM (1919), колумбийская Avianca (1919), австралийская Qantas (1921), и российский Аэрофлот (1923).

### Европейские авиакомпании

#### Зарождение
Самой ранней зафиксированной авиакомпанией в Европе, использующей самолёты, была Aircraft Transport and Travel, основанная Джорджем Холтом Томасом в 1916 году; через серию поглощений и слияний эта компания является прародительницей современной British Airways. Используя парк бывших военных бипланов Airco DH.4, которые были модифицированы для перевозки двух пассажиров в фюзеляже, она выполняла полёты между Фолкстоном и Гентом. 15 июля 1919 года, несмотря на отсутствие поддержки со стороны британского правительства, компания совершила испытательный полёт через Ла-Манш. Полёт совершил лейтенант Х. Шоу на самолёте Airco DH.9 между аэродромом Хендон (не существует в настоящее время) и аэропортом Ле-Бурже в Париже. Полёт занял 2 часа 30 минут по цене 21 фунт стерлингов с пассажира.

25 августа 1919 года компания начала использовать DH.16 для начала регулярного сервиса между аэродромом Хаунслоу-Хит и Ле-Бурже, первого регулярного международного сервиса в мире. Авиакомпания вскоре завоевала репутацию надёжной, несмотря на проблемы с плохой погодой, и стала привлекать европейских конкурентов. В ноябре 1919 года она выиграла первый британский контракт на услуги гражданской авиапочты. Шесть самолётов Королевских военно-воздушных сил Великобритании DH.9A были предоставлены компании для обслуживания авиапочты между Хокингом и Кёльном. В 1920 году они были возвращены в Королевские ВВС. Другие британские конкуренты быстро последовали примеру — Handley Page Transport была основана в 1919 году и использовала переоборудованные бомбардировщики типа Handley Page Type O Первой Мировой Войны, рассчитанные на 12 пассажиров, для обслуживания пассажирских перевозок между Лондоном и Парижем.
Первой французской авиакомпанией была Société des lignes Latécoère, позже известная как Aéropostale, которая начала свой сервис в конце 1918 года в Испанию. Другая авиакомпания Société Générale des Transports Aériens была создана в конце 1919 года братьями Анри и Морисом Фарман и самолёт Farman F.60 Goliath, выполнял регулярные рейсы из Toussus-le-Noble в аэропорт Кройдон, Англия. Ещё одной французской авиакомпанией была Compagnie des Messageries Aériennes, созданная в 1919 году Луи Шарлем Бреге и предлагавшая почтовые и грузовые перевозки между Парижем и Лиллем.
Первой немецкой авиакомпанией, которая использовала более тяжёлые воздушные самолёты, была Deutsche Luft-Reederei, созданная в 1917 году, которая начала свою работу в феврале 1919 года. В первый год существования Deutsche Luft-Reederei выполняла регулярные рейсы по маршрутам общей протяжённостью почти 1000 миль. К 1921 году сеть Deutsche Luft-Reederei была длиной более 3000 км (1865 миль) и включала пункты назначения в Нидерландах, Скандинавии и Прибалтике. Другой важной немецкой авиакомпанией была Junkers Luftverkehr, позже переименованная в Deutsche Luft Hansa которая начала свою деятельность в 1921 году. Это было подразделение авиастроительной компании Junkers, которая стала отдельной компанией в 1924 году. Она управляла совместными авиакомпаниями в Австрии, Дании, Эстонии, Финляндии, Венгрии, Латвии, Норвегии, Польше, Швеции и Швейцарии.
Голландская авиакомпания KLM выполнила свой первый полёт в 1920 году и является старейшей постоянно действующей авиакомпанией в мире. Основанная Альбертом Плесманом, она была немедленно удостоена приставки «королевская» от королевы Вильгельмины. Первый рейс KLM выполнила из аэропорта Кройдон, Лондон, в Амстердам, с использованием арендованного у Aircraft Transport and Travel DH-16, с двумя британскими журналистами. В 1921 году KLM начала регулярные перевозки.
В Финляндии хартия об учреждении Aero O/Y (ныне Finnair) была подписана в Хельсинки 12 сентября 1923 года. Junkers F.13 D-335 стал первым самолётом компании. Первый рейс был между Хельсинки и Таллинном, столицей Эстонии состоялся 20 марта 1924 года.
В СССР 1921 году было образовано Русско-германское общество воздушных сообщений Дерулюфт (по-немецки: Deutsch-Russische Luftverkehrs AG (Deruluft)). Внутренние воздушные перевозки начались примерно в то же время, когда общество добровольного воздушного флота «Добролёт» начало работу 15 июля 1923 года рейсами между Москвой и Нижним Новгородом. С 1932 года все авиационные перевозки в СССР стали проводиться под названием «Аэрофлот».
На заре своей деятельности европейские авиакомпании стремились больше к комфорту чем к скорости и эффективности. Пассажирские кабины часто были просторными с роскошными интерьерами. Относительно базовые навигационные возможности пилотов в то время также являлись следствием обычных задержек из-за погоды.

#### Развитие
К началу 1920-х годов тогда ещё небольшим авиакомпаниям пришлось активно конкурировать между собой. В 1924 году в результате слияния компаний Instone Air Line, British Marine Air Navigation, Daimler Airway и Handley Page Transport Co Ltd., была образована компания Imperial Airways, что позволило британским авиакомпаниям конкурировать с французскими и немецкими авиакомпаниями, которые пользовались поддержкой правительств и получали субсидии. Imperial Airways была пионером в разведке и открытии воздушных маршрутов по всему миру, для обслуживания обширных районов Британской империи и расширения торговли и интеграции. Первым новым авиалайнером, заказанным Imperial Airways, был Handley Page W8f «City of Washington», поставленный 3 ноября 1924 года. В первый год работы компания перевезла 11 395 пассажиров и 212 380 писем. В апреле 1925 года фильм «Затерянный мир» стал первым фильмом, который был показан пассажирам на рейсе авиалайнера по маршруту Лондон — Париж.
Две французские авиакомпании также объединились, чтобы сформировать Air Union 1 января 1923 года. 7 октября 1933 года она объединилась с четырьмя другими французскими авиакомпаниями, чтобы образовать Air France, ставшую ведущим перевозчиком страны и продолжающую свою деятельность по сей день.
Немецкая Deutsche Luft Hansa была создана в 1926 году в результате слияния двух авиакомпаний, одной из которых была Junkers Luftverkehr. Deutsche Luft Hansa, благодаря наследию Junkers и, в отличие от большинства других авиакомпаний того времени, стала крупным инвестором в авиакомпании за пределами Европы, предоставив капитал таким авиакомпаниям как VARIG и Avianca. Немецкие авиалайнеры, построенные Junkers, Dornier и Fokker были одними из самых передовых в мире в то время.

#### Глобальная экспансия
В 1926 году Alan Cobham изучил маршрут полёта из Великобритании в Кейптаун, Южная Африка, после чего совершил ещё один испытательный полёт в Мельбурн, Австралия. В это же время также были намечены и протестированы другие маршруты в Британскую Индию и на Дальний Восток. Регулярные рейсы в Каир и Басру начались в 1927 году и были продлены до Карачи в 1929 году. Сервис Лондон — Австралия был открыт в 1932 году авиалайнерами Handley Page H.P.42. 14 марта 1936 года были открыты для пассажиров дальнейшие маршруты до Калькутты, Рангуна, Сингапура, Брисбена и Гонконга и открыто ответвление из Пенанга в Гонконг.
Самолёты Imperial Airways были небольшими, большинство из них вмещало менее двадцати пассажиров и предназначались для состоятельных пассажиров. Только около 50 000 пассажиров воспользовались услугами Imperial Airways в 1930-х годах. Большинство пассажиров на межконтинентальных маршрутах или между британскими колониями, занималось колониальным управлением, бизнесом или исследованиями.
Как и Imperial Airways, рост Air France и KLM сильно зависел от необходимости обслуживать связи с обширными колониальными владениями (Северная Африка и Индокитай для Франции и Ост-Индия для голландцев). В 1919 году Франция начала осуществлять перевозку воздушной почты в Марокко, которая была выкуплена в 1927 году, переименована в Aéropostale и получила капитал, чтобы стать крупным международным перевозчиком. Однако в 1933 году Aéropostale обанкротилась, была национализирована и объединена с Air France.
Хотя у Германии не было колоний, она также начала расширять свои услуги по всему миру. В 1931 году дирижабль «Граф Цеппелин» начал осуществлять регулярные пассажирские перевозки между Германией и Южной Америкой, обычно каждые две недели, которые продолжались до 1937 года. В 1936 году дирижабль «Гинденбург» начал обслуживать пассажиров на линии между Германией и США и успешно пересёк Атлантику 36 раз, а затем потерпел крушение в Лейкхерсте (штат Нью-Джерси) 6 мая 1937 года. В 1938 году начал действовать еженедельный рейс из Берлина в Кабул, Афганистан. С февраля 1934 года до начала Второй мировой войны в 1939 году Deutsche Lufthansa перевозила авиапочту из Штутгарта, Германия, через Испанию, Канарские острова и Западную Африку до Натала в Бразилии. Это был впервые установленный регулярный маршрут через океан.
В СССР к концу 1930-х годов «Аэрофлот» стал крупнейшей в мире авиакомпанией, в которой было занято более 4000 пилотов и 60 000 человек обслуживающего персонала и эксплуатировалось около 3000 самолётов (из которых 75 % считались устаревшими по собственным стандартам). В советское время «Аэрофлот» был синонимом российской гражданской авиации, поскольку был единственным авиаперевозчиком в стране. 15 сентября 1956 года «Аэрофлот» стал первой в мире авиакомпанией, эксплуатировавшей регулярные рейсы реактивной авиацией на самолёте Ту-104.

#### Дерегулирование в Евросоюзе
Дерегулирование воздушного пространства Европейского Союза в начале 1990-х годов оказало существенное влияние на структуру отрасли. Был значительным переход к «бюджетным» авиакомпаниям, особенно на более коротких маршрутах. Рост таких авиакомпаний как EasyJet и Ryanair, часто происходил за счёт традиционных национальных авиакомпаний. Также была тенденция к приватизации национальных авиакомпаний, как это произошло с Aer Lingus и British Airways. Пострадали и другие национальные авиакомпании, в том числе итальянская Alitalia, особенно в связи с быстрым ростом цен на нефть в начале 2008 года.

### Авиакомпании США

#### Зарождение
Tony Jannus осуществил первый регулярный рейс коммерческих авиалиний США 1 января 1914 года. 23-минутный перелёт авиакомпании St. Petersburg—Tampa Airboat Line между Сент-Питерсбергом, штат Флорида, и Тампой, штат Флорида проходил на высоте 15 метров над заливом Тампа-Бэй на летающей лодке Benoist XIV. Его пассажиром был бывший мэр Сент-Питерсберга, который заплатил 400 долларов за привилегию сидеть на деревянной скамье в открытой кабине. Линия St. Petersburg—Tampa Airboat Line просуществовала около четырёх месяцев, перевезя более 1200 пассажиров. Стоимость билета составляла 5 долларов. Chalk's International Airlines начала перевозки между Майами и Бимини на Багамах в феврале 1919 года. Она базировалась в Форт-Лодердейл и, как утверждают, являлась старейшей постоянно действующей авиакомпанией в США до её закрытия в 2008 году.
После Первой мировой войны в Соединённых Штатах оказалось много пилотов не у дел. Многие решили использовать свои боевые самолёты для демонстрационных полётов, выполняя фигуры высшего пилотажа для привлечения толпы. В 1918 году Почтовая служба Соединённых Штатов выиграла финансовую поддержку Конгресса США, чтобы начать пробные полёты с воздушной почтой, первоначально используя самолёт Curtiss JN-4 Jenny, который был закуплен Воздушной службой армии США. Частные операторы были первыми, кто выполнял рейсы по доставке почты, но из-за многочисленных несчастных случаев доставка почты была поручена армии США. Однако сервис, осуществляемый армией США оказался слишком ненадёжным и в результате армия США потеряла обязанности воздушного почтальона. К середине 1920-х годов Почтовая служба США создала свою собственную сеть воздушной почты, основанную на трансконтинентальной магистрали между Нью-Йорком и Сан-Франциско. Чтобы дополнить эту услугу, они предложили двенадцать контрактов на ответвительные маршруты независимым участникам торгов. Некоторые из перевозчиков, которые выиграли эти маршруты, через время и слияния перерастут в Pan Am, Delta Air Lines, Braniff Airways, American Airlines, United Airlines (первоначально подразделение Boeing), Trans World Airlines, Northwest Airlines и Eastern Air Lines.
Обслуживание в начале 1920-х годов было непостоянным: большинство авиакомпаний в то время были сосредоточены на перевозке груза или почты. Однако в 1925 году Ford Motor Company выкупила Stout Aircraft Company и начала строительство цельнометаллического Ford Trimotor, который стал первым успешным американским авиалайнером. Благодаря вместимости 12 пассажиров Trimotor сделал обслуживание пассажиров потенциально прибыльным. Авиаперевозки рассматривались как дополнение к железнодорожному сообщению в американской транспортной сети.
В то же время Хуан Трипп начал «крестовый поход» по созданию воздушной сети, которая свяжет Америку с миром, и он достиг этой цели с помощью своей авиакомпании Pan American World Airways с парком летающих лодок, которая связывала Лос-Анджелес с Шанхаем и Бостон с Лондоном. Pan Am и Northwest Airways (которая начала полёты в Канаду в 1920-х годах) были единственными авиакомпаниями США, которые вышли на международный уровень до 1940-х годов.
С появлением Boeing 247 и Douglas DC-3 в 1930-х годах отрасль авиаперевозок в США была в целом прибыльной, даже во время Великой депрессии. Эта тенденция сохранялась до начала Второй мировой войны.

#### Дальнейшее развитие после Второй мировой войны
Вторая мировая война, как и Первая мировая война, дала новый толчок развитию авиационной индустрии. Многие авиакомпании в союзных странах отказались от договоров аренды с военными и предвидели будущий взрывной спрос на гражданские воздушные перевозки, как для пассажиров, так и для грузов. Они начали инвестиции в недавно появившиеся флагманы воздушных перевозок, такие как Boeing 377 Stratocruiser, Lockheed Constellation, и Douglas DC-6. Большинство этих новых самолётов базировались на американских бомбардировщиках, типа B-29, которые инициировали исследования новых технологий, таких как герметичные фюзеляжи. Большинство из новых моделей самолётов прогнозировали повышенную эффективность как от добавленной скорости, так и от большей полезной нагрузки.
В 1950-х годах De Havilland Comet, Boeing 707, Douglas DC-8, и Sud Aviation Caravelle стали первыми флагманами реактивного века на Западе, в то время как восточный блок имел в своём составе Ту-104 и Ту-124 у государственных перевозчиков, таких как чехословацкий ČSA, советский «Аэрофлот» и Восточно-Германский Interflug. Vickers Viscount и Lockheed L-188 Electra стали первыми представителями турбовинтовых самолётов.
4 октября 1958 года British Overseas Airways Corporation начала трансатлантические полёты между лондонским Хитроу и нью-йоркским Idlewild на лайнерах Comet 4, а 26 октября Pan Am открыла рейсы на Boeing 707 между Нью-Йорком и Парижем.
Следующим большим стимулом для авиакомпаний стало появление в 1970-х годах широкофюзеляжных Boeing 747, McDonnell Douglas DC-10 и Lockheed L-1011. Широкофюзеляжный («джамбо-джет») сервис по-прежнему является стандартом в международных перевозках. 
Ту-144 и его западный аналог Конкорд сделали сверхзвуковое путешествие реальностью. Конкорд впервые полетел в 1969 году и эксплуатировался до 2003 года. В 1972 году Airbus начал выпускать наиболее коммерчески успешную линейку авиалайнеров в Европе на сегодняшний день. Повышенная эффективность этих самолётов часто заключается не в скорости, а во вместимости, полезной нагрузке и дальности полёта. Airbus также создал современную электронную кабину пилотов, которой были оснащены все самолёты Airbus, чтобы пилоты могли управлять различными моделями с минимальным перекрёстным обучением.

#### Дерегулирование в США
Дерегулирование авиационной отрасли США в 1978 году снизило федерально контролируемые барьеры для новых авиакомпаний. Одновременно в это же время произошёл спад в экономике страны. Во время экономического спада появились новые авиакомпании. Они нашли самолёты и финансирование, заключили контракты на ангарное и техническое обслуживание, обучили новых сотрудников и наняли уволенных сотрудников из других авиакомпаний. Крупные авиакомпании продолжали доминировать на своих маршрутах, благодаря агрессивному ценообразованию и дополнительным предложениям по пропускной способности, часто вытесняя новые компании. Вместо высоких барьеров для открытия бизнеса, налагаемых регулированием, крупные авиакомпании внедрили такой же высокий барьер, который называется ценой потери лидерства. В этой стратегии уже созданная и доминирующая авиакомпания вытесняет своих конкурентов, снижая стоимость авиабилетов на определённых маршрутах ниже стоимости полётов, исключая любые шансы у начинающей авиакомпании. Побочным эффектом при этом является общее снижение доходов и качества обслуживания. После дерегулирования в 1978 году средняя цена билета на внутренний рейс упала на 40 %, также, как и зарплата работников авиакомпаний. America West Airlines (которая с тех пор объединилась с US Airways) осталась значительной компанией, выжившей в этой новой эре, в то время как десятки, даже сотни новичков на рынке авиаперевозок потерпели крах.
Во многих отношениях, крупнейшим победителем в нерегулируемой среде стал авиапассажир. В США наблюдался взрывной рост спроса на авиаперевозки. Многие миллионы людей, которые никогда не летали или редко летали раньше, стали регулярными пассажирами, даже присоединившись к программам лояльности для часто летающих пассажиров и получая бесплатные перелёты и другие выгоды. Новые услуги и увеличенное количество рейсов означало, что деловые путешественники могли летать в другой город, заниматься бизнесом и возвращаться в тот же день практически из любой точки страны. Эти преимущества авиаперевозок привели к давлению на междугородные железнодорожные и автобусные маршруты, причём большая часть последних отмирает, а первая всё ещё защищена национализацией благодаря продолжающемуся существованию Amtrak.
К 1980-м годам почти половина всех полётов в мире происходила в США, и сегодня авиакомпании США осуществляют более 10 000 ежедневных рейсов по всей стране. К концу XX века появились новые бюджетные авиакомпании — лоукостеры, предлагающие продукт без излишеств по более низкой цене. Southwest Airlines, JetBlue, AirTran Airways, Skybus Airlines и другие бюджетные перевозчики стали представлять серьёзную проблему для так называемых «устаревших авиакомпаний», как и их недорогие партнёры во многих других странах. Их коммерческая жизнеспособность представляет серьёзную конкурентную угрозу для прежних перевозчиков.

### Азиатские авиакомпании
Хотя Philippine Airlines (PAL) была официально основана 26 февраля 1941 года, её лицензия на работу в качестве авиаперевозчика была получена от объединённой филиппинской компании воздушного такси (PATCO), созданной горным магнатом Emmanuel N. Bachrach 3 декабря 1930 года, что делает её самой старой азиатской компанией, к тому же продолжающей работу под своим первоначальным названием. Через три недели началось коммерческое авиасообщение из Манилы в Багио, что сделало его первым в Азии воздушным маршрутом. Korean Air была одной из первых авиакомпаний, начавших свою работу в 1946 году. Также Korean Air является одним из основателей SkyTeam, которая была основана в 2000 году. Asiana Airlines присоединилась к Star Alliance в 2003 году. Korean Air и Asiana Airlines составляют одну из самых больших комбинированных авиакомпаний и имеют самое большое количество пассажиров, обслуживаемых на региональном рынке азиатской авиационной индустрии.
Индия также стала одной из первых стран азиатского региона, начавших использовать гражданскую авиацию. Одной из первых азиатских авиакомпаний стала компания Air India, которая была основана как Tata Airlines в 1932 году, подразделение Tata Sons Ltd. (ныне Tata Group). Tata Airlines также была одной из первых в мире крупных авиакомпаний, которая начала свою деятельность без какой-либо поддержки со стороны правительства. С началом Второй мировой войны присутствие авиакомпаний в Азии практически прекратилось, и многие новые авиаперевозчики жертвовали свои самолёты для военной службы и других целей. После окончания войны в 1945 году в Индии было восстановлено регулярное коммерческое обслуживание, и 29 июля 1946 года авиакомпания Tata стала акционерным обществом под названием Air India. После обретения Индией независимости, 49 % авиакомпании было приобретено правительством Индии. Взамен авиакомпания получила статус международного авиаперевозчика из Индии в качестве государственного авиаперевозчика под названием Air India International.
31 июля 1946 года зафрахтованный авиакомпанией Philippine Airlines DC-4 перевёз 40 американских военнослужащих в Окленд, штат Калифорния, из Макати с остановками на Гуаме, острове Уэйк, атолле Джонстон и Гонолулу, Гавайи, что сделало Philippine Airlines первой азиатской авиакомпанией, которая пересекла Тихий океан. Регулярное сообщение между Манилой и Сан-Франциско началось в декабре этого же года. Также в течение этого года авиакомпания была объявлена флагманским перевозчиком Филиппин.
В эпоху деколонизации освободившиеся азиатские страны начали активно использовать воздушный транспорт. Среди первых азиатских перевозчиков в эту эпоху были Cathay Pacific из Гонконга (основана в сентябре 1946 года), Orient Airways (позже - Pakistan International Airlines; основана в октябре 1946 года),Air Ceylon (позже SriLankan Airlines; основана в 1947 году), Malaysia–Singapore Airlines в 1947 году (позже Singapore Airlines и Malaysia Airlines), El Al в Израиле в 1948 году, Garuda Indonesia в 1949 году, Japan Airlines в 1951 году, Thai Airways International в 1960 году и Korean National Airlines в 1947 году.

### Авиакомпании Латинской Америки и Карибского бассейна
Среди первых стран, в которых появились регулярные авиалинии в Латинской Америке и Карибском бассейне, были Боливия с Lloyd Aéreo Boliviano, Куба с Cubana de Aviación, Колумбия с Avianca (первая авиакомпания, созданная в Америке), Аргентина с Aerolineas Argentinas, Чили с LATAM Chile (сегодня LATAM Airlines Group), Бразилия с VARIG, Доминиканская Республика с Dominicana de Aviación, Мексика с Mexicana de Aviación, Тринидад и Тобаго с BWIA West Indies Airways (сегодня Caribbean Airlines), Венесуэла с Aeropostal Alas de Venezuela, Пуэрто-Рико с Puertorriqueña de Aviación и Avianca El Salvador, базирующаяся в Сальвадоре и представляющая несколько авиакомпаний Центральной Америки (Коста-Рика, Гватемала, Гондурас и Никарагуа). Все предыдущие авиакомпании начали регулярные полёты задолго до Второй мировой войны. Коммерческие авиалинии Пуэрто-Рико, такие как Prinair, Oceanair, Fina Air и Vieques Air Link, появились после Второй мировой войны, как и некоторые другие из других стран, такие как мексиканские Interjet и Volaris, венесуэльская Aserca Airlines и другие. Эти авиалинии обслуживают внутренние рейсы в своих странах, а также рейсы в пределах Латинской Америки, а также зарубежные рейсы в Северную Америку, Европу, Австралию и Азию. В последние годы в Латинской Америке быстро развивается рынок авиаперевозок. Некоторые отраслевые оценки показывают, что в течение следующих пяти лет в этом регионе начнут эксплуатироваться более 2000 новых самолётов.

## Нормативные соображения

### Национальные
Во многих странах есть национальные авиакомпании, которыми владеет и управляет государство. Полностью частные авиакомпании подлежат серьёзному государственному регулированию в отношении экономических, политических вопросов и вопросов безопасности. Например, правительства часто вмешиваются, чтобы остановить забастовки работников авиакомпаний, для защиты свободного перемещения людей, коммуникаций и товаров между различными регионами без ущерба для безопасности. США, Австралия и, в меньшей степени, Бразилия, Мексика, Индия, Великобритания и Япония дерегулировали свои авиакомпании. В прошлом эти правительства диктовали стоимость авиабилетов, сети маршрутов и другие эксплуатационные требования для каждой авиакомпании. После дерегулирования авиакомпании в значительной степени свободны договариваться с различными аэропортами, легко открывать и закрывать маршруты, а также взимать плату за авиабилеты и предоставлять услуги в соответствии с рыночным спросом. Входные барьеры для новых авиакомпаний ниже на дерегулированном рынке, поэтому в США стартовали сотни авиакомпаний (иногда только на короткий период работы). Это привело к гораздо большей конкуренции, чем до дерегулирования на большинстве рынков. Усиленная конкуренция в сочетании со свободой ценообразования означает, что новые участники часто занимают долю рынка с сильно сниженными ставками, которым в ограниченной степени должны соответствовать авиакомпании полного цикла. Это является основным ограничением прибыльности для существующих перевозчиков, которые, как правило, имеют более высокую базовую стоимость. В результате доходность на дерегулированном рынке для большинства авиакомпаний неравномерна. Это привело к тому, что некоторые крупные авиакомпании прекратили свою деятельность в дополнение к большинству плохо организованных новых авиакомпаний. В Соединённых Штатах в авиационной отрасли доминируют четыре крупные авиакомпании. Из-за консолидации отрасли, после значительного падения цен на топливо в 2015 году, очень небольшая часть экономии была передана потребителям.

### Международные
Такие организации, как Международная организация гражданской авиации, устанавливают мировые стандарты безопасности и другие жизненно важные проблемы. Большая часть международного воздушного движения регулируется двусторонними соглашениями между странами, которые определяют конкретных перевозчиков для работы на определённых маршрутах. Примером такого соглашения было Бермудское соглашение между США и Великобританией после Второй мировой войны, которое определяло аэропорты для трансатлантических рейсов и давало каждому правительству полномочия назначать перевозчиков для работы на маршрутах. Двусторонние соглашения основаны на «открытом небе» — наборе обобщённых прав на перевозку, начиная от свободы пролёта над страной и заканчивая свободой предоставления внутренних рейсов внутри страны (очень редко предоставляемое право, известное как каботаж). Большинство соглашений разрешают авиакомпаниям летать из своей страны в назначенные аэропорты в другой стране. Некоторые также предоставляют свободу предоставлять постоянное обслуживание третьей стране или другому пункту назначения в другой стране при перевозке пассажиров из-за рубежа. В 1990-х годах соглашения об «открытом небе» стали более распространёнными. Эти соглашения принимают правительства многих государств и открывают международные маршруты для дальнейшей конкуренции. Соглашения об открытом небе встретили некоторую критику, особенно в Европейском союзе, чьи авиакомпании были бы в сравнительно невыгодном положении с Соединёнными Штатами из-за ограничений каботажа.

## Экономические соображения
В 2017 году авиакомпаниями было перевезено 4,1 миллиарда пассажиров на 41,9 миллиона регулярных коммерческих рейсов (средняя полезная нагрузка — 98 пассажиров на рейс), на 7,75 триллиона пассажиро-километров (средняя дальность полёта — 1890 км) по 45 091 воздушным маршрутам, обслуживаемым по всему миру. В 2016 году воздушный транспорт принёс 704,4 миллиарда долларов дохода, в 2016 году было занято 10,2 миллиона рабочих, обеспечено 65,5 миллиона рабочих мест и 2,7 триллиона долларов экономической активности — 3,6 % мирового ВВП.
|                          | 2016 | 2015 | 2014 | 2013 | 2012 | 2011 | 2010 | 2009  | 2008  |
| ------------------------ | ---- | ---- | ---- | ---- | ---- | ---- | ---- | ----- | ----- |
| Доход ($млрд)            | 694  | 698  | 704  | 684  | 663  | 634  | 560  | 481   | 540   |
| EBIT ($млрд)             | 58.9 | 65.0 | 30.4 | 27.5 | 20.7 | 21.3 | 32.4 | 1.7   | −15.3 |
| Операционная маржа (%)   | 8.5% | 9.3% | 4.3% | 4.0% | 3.1% | 3.4% | 5.8% | 0.4%  | −2.8% |
| Чистый результат ($млрд) | 34.2 | 42.4 | 11.7 | 15.3 | 4.6  | 0.3  | 19.0 | −5.7  | −32.5 |
| Чистая маржа (%)         | 4.9% | 6.1% | 1.7% | 2.2% | 0.7% | 0.0% | 3.4% | −1.2% | −6.0% |

### История
Исторически сложилось так, что воздушные перевозки выжили в значительной степени благодаря государственной поддержке, будь то в форме акций или субсидий. Авиационная индустрия в целом понесла совокупные убытки за свою 100-летнюю историю. Одним из аргументов является то, что положительные внешние эффекты, такие как более высокие темпы роста за счёт глобальной мобильности, перевешивают микроэкономические потери и оправдывают продолжающееся вмешательство правительства. Исторически высокий уровень государственного вмешательства в авиационную отрасль можно рассматривать как часть более широкого политического консенсуса по таким стратегическим видам транспорта, как автомагистрали и железные дороги, которые получают государственное финансирование в большинстве частей мира. Хотя многие страны продолжают эксплуатировать государственные или полугосударственные авиакомпании, многие крупные авиакомпании сегодня находятся в частной собственности и, следовательно, руководствуются микроэкономическими принципами для максимизации прибыли акционеров. В декабре 1991 года крах Pan Am, авиакомпании, которой часто приписывают формирование международной индустрии авиаперевозок, высветил финансовые сложности, с которыми сталкиваются крупные авиакомпании.
После дерегулирования 1978 года американским перевозчикам не удалось получить совокупную прибыль за 12 лет из 31 года, включая четыре года, где совокупные убытки составили 10 миллиардов долларов, но с 2010 года рост прибыли восстановился и продолжился, включая четыре года с более чем 10 миллиардами долларов прибыли. Авиакомпании отказываются от убыточных маршрутов, избегают тарифных войн и битв за долю рынка, ограничивают рост мощностей, добавляют узловые аэропорты с региональными самолётами для повышения своей прибыльности. Они меняют расписание, чтобы создать больше соединений, покупают подержанные самолёты, сокращают частоту международных рейсов и используют партнёрские отношения для оптимизации пропускной способности и получения выгод от подключений за рубежом.

### Крупнейшие авиакомпании
Крупнейшие авиакомпании мира можно определять по нескольким показателям. American Airlines является крупнейшей по размеру флота, выручке, прибыли, перевозимым пассажирам и прибыли в пассажиро-милях. Delta Air Lines является крупнейшей по стоимости активов и рыночной капитализации. Lufthansa является крупнейшим по количеству сотрудников, FedEx Express по грузовым тонно-километрам, Ryanair по количеству перевезённых международных пассажиров и Turkish Airlines по количеству обслуживаемых стран.

### Доходы от продажи билетов
Авиакомпании назначают цены на свои услуги в попытке максимизировать прибыльность. С годами определение стоимости авиабилетов становилась всё более сложной и теперь во многом определяется компьютеризированными системами управления доходами.
Из-за сложностей в планировании полётов и сохранении прибыльности у авиакомпаний есть много лазеек, которые может использовать знающий потребитель. Многие из этих секретов ценообразования авиабилетов становятся всё более и более известными широкой общественности, поэтому авиакомпании вынуждены постоянно вносить коррективы.
Большинство авиакомпаний используют дифференцированное ценообразование, форму ценовой дискриминации, для продажи авиационных услуг по разным ценам одновременно различным сегментам. Факторы, влияющие на цену, включают оставшиеся дни до отправления, коэффициент забронированной нагрузки, прогноз общего спроса по цене, действующее конкурентное ценообразование и изменения по дням недели отправления и времени суток. Перевозчики часто достигают этого, разделяя каждый салон самолёта на ряд классов (первый класс, бизнес-класс и экономкласс) для целей ценообразования.
Осложняющим фактором является контроль отправления-назначения. В качестве примера: кто-то, покупающий билет из Мельбурна в Сидней за 200 долларов, соревнуется с кем-то ещё, кто хочет вылететь из Мельбурна в Лос-Анджелес через Сидней тем же рейсом и готов заплатить 1400 долларов. Должна ли авиакомпания предпочесть пассажира за 1400 долларов или пассажира за 200 долларов плюс возможного пассажира из Сиднея до Лос-Анджелеса, готового заплатить 1300 долларов? Авиакомпаниям приходится ежедневно принимать сотни тысяч подобных ценовых решений. Появление в конце 1970-х годов передовых компьютеризированных систем бронирования, прежде всего Sabre (система резервирования), позволило авиакомпаниям легко проводить анализ выгод и затрат по различным структурам ценообразования, что в некоторых случаях приводило к почти идеальной ценовой дискриминации (то есть заполнению каждого места в самолёте по самой высокой цене, которую можно взимать, не теряя при этом потребителя). Интенсивный характер цен на авиабилеты привёл к тому, что термин «война за проезд» описывает попытки авиакомпаний подорвать деятельность других авиакомпаний на конкурентных маршрутах. С помощью компьютеров новые тарифы можно быстро и эффективно публиковать в каналах продаж авиакомпаний. Для этой цели авиакомпании используют издательскую компанию по тарифам авиакомпаний (ATPCO), которая распределяет последние тарифы для более чем 500 авиакомпаний в компьютерные системы бронирования по всему миру. Масштабы этих ценовых явлений являются наиболее сильными у «традиционных» перевозчиков. В отличие от этого, перевозчики с низкими тарифами обычно предлагают заранее объявленную и упрощённую структуру цен и иногда указывают цены для каждого этапа поездки отдельно.
Компьютеры также позволяют авиакомпаниям с некоторой точностью предсказать, сколько пассажиров на самом деле полетят после оформления бронирования. Это позволяет авиакомпаниям резервировать свои рейсы достаточно для того, чтобы заполнить самолёт, при этом учитывая неявки. Это особенно важно в трудные экономические времена, поскольку авиакомпании предпринимают массовые сокращения цен на билеты, чтобы сохранить спрос. В январе / феврале 2018 года самой дешёвой авиакомпанией, опрошенной компаратором цен rome2rio, была Tigerair Australia с 0,06 долл. США/км, затем AirAsia X с 0,07 долл. США/км, а самой дорогой была Charterlines, Inc. с 1,26 долл. США/км, за которой последовала Buddha Air с 1,18 долл. США/км.
Что касается ИАТА, выручка мировой авиационной отрасли в 2017 году составила 754 млрд долларов при совокупной прибыли в 38,4 млрд долларов и должна вырасти на 10,7 % до 834 млрд долларов в 2018 году при прогнозе прибыли в 33,8 млрд долларов, сократившись на 12 % из-за роста авиатоплива и расходов на заработную плату работников отрасли.

### Операционные расходы
Авиакомпании несут значительные постоянные эксплуатационные расходы на создание и поддержание сервиса. Эти расходы включают в себя заработную плату работников, покупку топлива, новых самолётов, двигателей, запчастей, ИТ-услуг, модернизацию оборудования аэропортов, услуги по обслуживанию аэропортов, комиссии по бронированию, расходы на рекламу, питание, обучение, авиационное страхование и другие расходы. Таким образом, всё, кроме небольшого процента дохода от продажи билетов, выплачиваются широкому кругу внешних поставщиков. Кроме того, отрасль структурирована таким образом, что авиакомпании часто выступают в качестве сборщиков налогов. Авиационное топливо не облагается налогом из-за ряда договоров, существующих между странами. Цены на билеты включают в себя ряд сборов, налогов и сборов вне контроля авиакомпаний. Авиакомпании также несут ответственность за соблюдение государственных законов. Если авиакомпании перевозят пассажиров без надлежащей документации на международных рейсах, они несут ответственность и расходы за их возврат в страну происхождения. Анализ периода 1992–1996 гг. показал, что каждый участник в авиатранспортном бизнесе получает больше прибыли, чем авиакомпании, которые собирают и получают комиссионные и доходы от продажи билетов. В то время как авиакомпании в целом заработали 6 % прибыли на вложенный капитал (на 2—3,5 % меньше стоимости капитала), аэропорты заработали 10 %, предприятия общественного питания 10—13 %, обслуживающие компании - 11—14 %, арендодатели самолётов 15 %, производители самолётов 16 %, а мировые дистрибьюторские компании более 30 %. Также на это влияет продолжающаяся конкуренция со стороны от бюджетных авиакомпаний. Многие компании стали подражать Southwest Airlines в разных отношениях. Границы между авиакомпаниями с полным спектром услуг и низкобюджетными авиакомпаниями стали размытыми — например, некоторые авиакомпании с полным спектром услуг вводят сборы за проверку багажа, несмотря на то, что Southwest Airlines этого не делает.
Многие авиакомпании в США и других странах испытывают трудности в бизнесе. С 1990 года следующие авиакомпании США объявляли о своём банкротстве: American Airlines, Continental Airlines (дважды), Delta Air Lines, Northwest Airlines, Pan Am, United Airlines и US Airways (дважды).
Если авиакомпания создала техническую базу в каком-либо аэропорту, то использование этого же аэропорта в качестве узлового аэропорта может иметь значительные экономические преимущества.

### Активы и финансирование
Финансирование авиакомпаний является довольно сложным, поскольку авиакомпании осуществляют операции с высокой стоимостью. Они должны не только регулярно покупать (или арендовать) новые самолёты и двигатели авиалайнера, но и принимать важные долгосрочные решения с целью удовлетворения потребностей своего рынка, одновременно создавая относительно экономичный флот для эксплуатации и обслуживания. Можно сравнить Southwest Airlines и использование ей одного типа самолёта (Boeing 737 и его производных), с ныне несуществующей Eastern Air Lines, которая эксплуатировала 17 различных типов самолётов, каждый из которых нуждался в разных пилотах, двигателях и разном техническом обслуживании.
Вторая финансовая проблема заключается в хеджировании закупок топлива, которые, как правило, уступают только заработной плате работников по своей относительной стоимости для компании. Однако с увеличением цен на топливо это стало самой большой статьёй расходов для авиакомпаний. Более старые авиакомпании больше страдают от роста цен на топливо по сравнению с новыми авиакомпаниями из-за эксплуатации старых, менее экономичных самолётов. Хотя инструменты хеджирования могут быть дорогими, они могут многократно окупаться в периоды увеличения стоимости топлива, например, в период 2000—2005 гг.
Принимая во внимание перегруженность, наблюдаемую во многих международных аэропортах, владение слотами в определённых аэропортах (право взлёта или посадки воздушного судна в определённое время дня или ночи) стало значительным торгуемым активом для многих авиакомпаний. Совершенно очевидно, что слоты для взлёта в популярное время суток могут иметь решающее значение для привлечения более прибыльного делового путешественника на рейс конкретной авиакомпании и для установления конкурентного преимущества перед конкурирующей авиакомпанией.
Если в конкретном городе есть два или более аэропортов, рыночные силы будут склонны привлекать менее прибыльные маршруты или маршруты, на которых конкуренция является наиболее слабой, в менее перегруженный аэропорт, где слоты, вероятно, будут более доступными и, следовательно, более дешёвыми. Например, Вашингтонский аэропорт имени Рейгана привлекает прибыльные маршруты отчасти из-за перегруженности, оставляя менее прибыльные маршруты международному аэропорту Балтимор-Вашингтон и международному аэропорту Даллеса.
Другие факторы, такие как наземные транспортные средства и последующие пересадки, также будут влиять на относительную привлекательность различных аэропортов. Например, аэропорт Ла-Гуардия является предпочтительным аэропортом для жителей большей части Манхэттена из-за его близости, однако международные рейсы, как правило использующие большие авиалайнеры, должны использовать более длинные взлётно-посадочные полосы международного аэропорта имени Джона Кеннеди.

### Партнёрство авиакомпаний
Совместное использование кодов является наиболее распространённым типом партнёрства авиакомпаний; это связано с тем, что одна авиакомпания продаёт билеты на рейсы другой авиакомпании под собственным кодом авиакомпании. Одним из первых примеров этого стало партнёрство Japan Airlines (JAL) с Аэрофлотом в 1960-х годах на рейсах Токио-Москва. Аэрофлот выполнял рейсы на самолётах Аэрофлота, но JAL продавала билеты на рейсы, как если бы это были рейсы JAL. Эта практика позволяет авиакомпаниям расширять свою деятельность по крайней мере на бумаге, в тех частях света, где они не могут позволить себе создавать базы или покупать самолёты. Другим примером было партнёрство между Австрией и авиакомпании Sabena на маршруте Вена—Брюссель—Нью-Йорк в конце 1960-х годов с использованием самолёта Sabena Boeing 707 в австрийской ливрее.
Поскольку запросы на бронирование авиабилетов часто выполняются парами городов (например, «рейсы из Чикаго в Дюссельдорф»), авиакомпания, которая может совместно использовать код с другой авиакомпанией для различных маршрутов, может быть включена в список действительно предлагающих рейс Чикаго—Дюссельдорф. Пассажиру сообщают, что авиакомпания № 1 выполняет рейс из Чикаго в Амстердам, а авиакомпания № 2 выполняет следующий рейс (на другом самолёте, иногда из другого терминала) из Амстердама в Дюссельдорф. Таким образом, основное обоснование совместного использования кода заключается в расширении предлагаемых услуг в парах городов для увеличения продаж.
Более поздним видом партнёрства является альянс авиакомпаний, который стал распространённым в конце 1990-х годов. Эти альянсы могут действовать как виртуальные слияния, для обхода различных правительственных ограничений. Альянсы авиакомпаний, такие как Star Alliance, Oneworld и SkyTeam, координируют свои программы обслуживания пассажиров (такие как залы ожидания и программы для часто летающих пассажиров), предлагают специальные интерлайн-билеты и часто участвуют в широком обмене кодами (иногда в масштабе всей системы). Это всё более интегрированные объединения бизнеса, иногда включающие соглашения о взаимном инвестировании, в которых продукты, стандарты обслуживания, графики и средства обслуживания аэропортов стандартизированы и объединены для повышения эффективности. Одной из первых авиакомпаний, вступивших в альянс с другой авиакомпанией, была KLM, которая сотрудничала с Northwest Airlines. Позднее обе авиакомпании вступили в альянс SkyTeam после слияния KLM и Air France в 2004 году.
Зачастую компании объединяют ИТ-операции или покупают топливо и самолёты в качестве блока для достижения более высокой переговорной позиции. Тем не менее, альянсы были наиболее успешными при покупке невидимых поставок и услуг, таких как топливо. Авиакомпании обычно предпочитают покупать предметы, видимые их пассажирам, чтобы отличаться от местных конкурентов. Если основные внутренние конкуренты авиакомпании используют самолёты Boeing, авиакомпания может предпочесть использовать самолёты Airbus независимо от того, что выберет остальная часть альянса.

### Хеджирование топлива
Хеджирование топлива - это договорный инструмент, используемый транспортными компаниями, такими как авиакомпании, для снижения подверженности неустойчивым и потенциально растущим расходам на топливо. Несколько недорогих перевозчиков, таких как Southwest Airlines, применяют эту практику.
Southwest Airlines приписывают сохранение прибыли бизнеса в период с 1999 по начало 2000-х годов благодаря политике хеджирования топлива. Многие другие авиакомпании воспроизводят политику хеджирования Southwest, чтобы контролировать свои расходы на топливо.

### Сезонность
Авиакомпании часто имеют сильную сезонность, с низким уровнем трафика зимой и максимальным уровнем летом. В Европе наиболее экстремальным рынком являются греческие острова, где июль—август имеют более чем в десять раз больше зимнего трафика. Так как авиакомпания Jet2 является наиболее сезонным среди бюджетных перевозчиков, июльский трафик в семь раз превышает январский трафик, тогда как у традиционных перевозчиков разница гораздо меньше (примерно 85/115 %.

## Воздействие на окружающую среду
Авиационные двигатели выделяют шумы, газы и выбросы твёрдых частиц и способствуют глобальному затемнению.
Рост отрасли в последние годы поднял ряд экологических вопросов.
Внутренние авиаперевозки в Китае росли на 15,5 процента ежегодно с 2001 по 2006 год. Темпы воздушных перевозок в мире увеличились на 3,7 процента в год за то же время. В ЕС выбросы парниковых газов от авиации увеличились на 87 % в период с 1990 по 2006 год. Однако его следует сравнивать с увеличением количества рейсов. Только в Великобритании, в период с 1990 по 2006 год количество пассажиров в терминалах увеличилось со 100 миллионов до 250 миллионов. Согласно отчётам AEA, 750 миллионов пассажиров путешествуют европейскими авиакомпаниями. Даже без давления со стороны «зелёных активистов», нацеленных на более низкие цены на билеты, авиакомпании, как правило, делают всё возможное, чтобы сократить потребление топлива (и связанные с этим выбросы газа). Кроме того, согласно некоторым сообщениям, можно сделать вывод, что последние самолёты с поршневыми двигателями были столь же экономичны, как и средний реактивный самолёт в 2005 году.
Несмотря на постоянное повышение эффективности со стороны основных производителей самолётов, растущий спрос на глобальные авиаперевозки привёл к увеличению выбросов парниковых газов. В настоящее время авиационный сектор, в том числе внутренние и международные рейсы США, обеспечивает примерно 1,6 процента глобальных антропогенных выбросов парниковых газов в год. На Северную Америку приходится около 40 процентов мировых выбросов парниковых газов в результате использования авиационного топлива.
Выбросы CO2 от реактивного топлива, сжигаемого на пассажира в среднем на 3200 км полёта авиакомпании, составляют около 353 кг. Потеря потенциала естественной среды обитания, связанного с реактивным топливом, сжигаемым на пассажира на рейсе авиакомпании в 3200 км оценивается в 250 квадратных метров.
В контексте изменения климата и пика добычи нефти ведутся дебаты о возможном налогообложении авиаперевозок и включении авиации в схему торговли квотами на выбросы с целью обеспечения учёта общих внешних затрат на авиацию.
Авиакомпании несут ответственность за около 11 процентов парниковых газов, выбрасываемых в транспортный сектор США. По оценкам Boeing, биотопливо может сократить выбросы парниковых газов, связанные с рейсами, на 60—80 процентов. Решением было бы смешивание биотоплива с существующим реактивным топливом.